# NGC 5345
NGC 5345 is een spiraalvormig sterrenstelsel in het sterrenbeeld Maagd. Het hemelobject werd op 15 april 1787 ontdekt door de Duits-Britse astronoom William Herschel.

## 90-p Virginis
Vanaf de Aarde gezien staat het stelsel NGC 5345 schijnbaar net ten westnoordwesten van de ster 90-p Virginis (magnitude 5). Op sommige telescopisch verkregen foto's waar NGC 5345 op te zien is, kan tevens het schijnsel van 90-p Virginis worden opgemerkt. 90-p Virginis is een voorgrondster die bij het melkwegstelsel hoort.

## Synoniemen
- UGC 8820
- MCG 0-35-26
- ZWG 17.94
- NPM1G -01.0393
- IRAS 13516-0111
- PGC 49415